# 4850 Палестріна
4850 Палестріна (4850 Palestrina) — астероїд головного поясу, відкритий 27 жовтня 1973 року.
Тіссеранів параметр щодо Юпітера — 3,290.